# Edward Fink
Edward Fink fue un deportista estadounidense que compitió en vela en la clase Star. Ganó dos medallas en el Campeonato Mundial de Star, bronce en 1931 y oro en 1932.

## Palmarés internacional
| Campeonato Mundial | Campeonato Mundial                 | Campeonato Mundial | Campeonato Mundial |
| Año                | Lugar                              | Medalla            | Clase              |
| ------------------ | ---------------------------------- | ------------------ | ------------------ |
| 1931               | Long Island Sound (Estados Unidos) | Medalla de bronce  | Star               |
| 1932               | Long Island (Estados Unidos)       | Medalla de oro     | Star               |